# Alexandre Boïartchouk
Alexandre Alekseïevitch Boïartchouk (en russe Алекса́ндр Алексе́евич Боярчу́к), né le 21 juin 1931 à Grozny et mort le 10 août 2015 à Moscou, est un astronome russe (et anciennement soviétique) qui fut président de l'Union astronomique internationale de 1991 à 1994.